# A Foucault-inga
 Léon Foucault találmányáról lásd a Foucault-inga szócikket.
A Foucault-inga (Il pendolo di Foucault) az olasz regényíró, Umberto Eco második regénye, mely 1988-ban jelent meg. A mű az összeesküvés-elméletek népszerűségével foglalkozik az idők folyamán, valamint ezek állandó jelenlétével mint az álvallás egy formájával.
A regény egy enciklopédikus mű, amelynek Anthony Burgess kritikus és regényíró szerint szüksége volt indexre. 1989-ben jelent meg az angol fordítás, amelyet William Weaver készített, magyarul először 1992-ben jelent meg.

## Történet
Az intellektuális játék formájában elbeszélt történet főszereplője három barát: Belbo, Diotallevi és a narrátor, Casaubon, akik egy könyvkiadónál dolgoznak. A Garamond kiadó színvonalas műveket, egyetemi kiadványokat jelentet meg. Tulajdonosa, Garamond úr a hozzá érkező nagyszámú dilettáns írót, önjelölt költőt, ezoterikus eszmék és összeesküvés-elméletek szerzőit a szintén a tulajdonában lévő Manunzio kiadóhoz irányítja, amely nem annyira az eladott könyvekből, mint inkább a szerzők által a saját költségen megjelentett művek kiadásáért fizetett bevételekből tartja fenn magát. Számtalan ezoterikus témájú, összeesküvés-elméletekről szóló kézirat átolvasása után egy hasonló témájú sorozat kiadása mellett döntenek, és mintegy szórakozásképp, intellektuális játékként, összeállítanak egy kitalált tervet (a Terv), amely átnyúlik történelmen és összekapcsolja az összes összeesküvés-elméletet a druidáktól kezdve a templomos lovagokon és a szabadkőműveseken át egészen a kabbalistákig, magába foglalva valószínűtlen ellentéteket is. A Tervbe beépítik a szerzők által írottakat, valós irodalmi és történelmi források tartalmát, de még a kiadóban ekkor újdonságszámba menő, Belbo által használt (és általa Abulafiának elnevezett) számítógép által véletlen sorrendbe rakott állításokat is. Az események során azonban mind kevésbé válik el a szellemi játék és a valóság...

## Ezoterikus utalások
A Foucault-inga 10 elkülöníthető részre osztható, melyek a 10 Sefirah-t szimbolizálják. A könyvbe számtalan ezoterikus utalást, kabbalisztikus és alkimista utalást zsúfoltak. A történet egy héber idézettel indul, és a következő 119 fejezet mindegyikét egy-egy idézet indítja, melyek főleg ezoterikus könyvekből származnak. Diotallevi kabbalista. Casaubon egyetemi szakdolgozatát a templomos lovagokról írja. A könyv első része leírja életének azt az időszakát, amikor szerelmével Brazíliában élt. Itt részt vettek két afro-brazil vallásos (Candomblé és Umbanda) szertartáson. Később a főszereplők Olaszországban rózsakeresztes, majd druida rítuson vesznek részt. A templomos motívum újra meg újra előbukkan a regényben. A Terv alapja egy, később rejtélyes körülmények között eltűnt férfi (Ardenti ezredes) által talált régi irat, amit a templomosoknak tulajdonítanak. A Terv szerint a rózsakeresztesek és a szabadkőművesek is a világméretű összeesküvés részei.
Szemben azokkal az ezoterikus, összeesküvés-elméletekről szóló könyvekkel, amelyek a bennük kifejtett nézetekről kívánják az olvasót meggyőzni, Eco nem esik ebbe a csapdába. Ellenkezőleg, regénye mintegy az ilyen írások szatírája. Noha szereplőinek története az ezoterikus szál mentén halad, ők cseppet sem veszik komolyan a hozzájuk beérkező kéziratok szerzőinek elméleteit (a szerzőiket csak mint „ördöngösöket” emlegetik).

## Magyarul
- A Foucault-inga; ford., utószó, jegyz. Barna Imre; Európa, Bp., 1992
- A Foucault-inga; átdolg. kiad.; ford. Barna Imre; Európa, Bp., 2015